# Meet again (Laputa)
《meet again》是日本搖滾樂團Laputa第3張單曲。1997年11月12日由EMI MUSIC JAPAN（舊名東芝EMI）。

## 概要
《meet again》是由創作歌手佐藤宣彥擔任企畫製作、讀賣電視台電視動畫《金田一少年之事件簿》採用的片頭主題曲。也是樂團Laputa唯一被採用當作動畫主題歌曲的單曲，單曲發行之後曾經創下4萬張銷售量的最高記錄。
《meet again》是以「集結各知名傑作歌曲轉化成原點」「掀起第2次視覺系樂團熱潮」為趣旨、當作『原點』在合輯收錄。

## 收錄歌曲
所有歌曲由aki作詞，佐藤宣彥、Laputa編曲。
1. meet again
  - 作曲：aki
  - 讀賣電視台電視動畫《金田一少年之事件簿》片頭主題曲
2. WITH the WIND
  - 作曲：kouichi
3. meet again（Instrumental）

## 收錄專輯
- 《麝～～香》（#1，專輯版）
- 《Laputa coupling collection +xxxk》（#2）
- 《Laputa 3DISK BEST ～1995-1999 except Coupling Collection》（#1，單曲版）

## 來源
1. 1 2  . 國立國會圖書館.   [2017-01-29]. （原始内容存档于2015-07-25） （日语）.
2. ↑  . seesaa.   [2017-01-29]. （原始内容存档于2020-08-11） （日语）.
3. 1 2  . Oricon.   [2017-01-29]. （原始内容存档于2015-09-24） （日语）.
4. ↑  . CD Journal.   [2017-01-29]. （原始内容存档于2017-02-02） （日语）.